# Isole Mascarene
Le  Isole Mascarene o Mascaregne (in francese Îles Mascareignes, in inglese Mascarene Islands) sono un arcipelago dell'Oceano Indiano situato a est del Madagascar, le cui isole appartengono a Mauritius e al dipartimento francese d'oltremare di La Réunion. Prendono il nome dal navigatore portoghese Pedro Mascarenhas che per primo scoprì l'Isola della Riunione nel 1513.

## Geografia
L'arcipelago comprende tre isole maggiori, Mauritius, Réunion e Rodrigues, e una serie di isole vulcaniche e atolli nel sud-ovest dell'Oceano Indiano a est del Madagascar. Il clima è tropicale e oceanico. L'arcipelago di isolotti Cargados Carajos è un gruppo di atolli che rientra nello Stato di Mauritius.
Le isole principali:
| Isola                  | Superficie | Popolazione (2011) | Stato     |
| ---------------------- | ---------- | ------------------ | --------- |
| Isole Agalega          | 24 km²     | 289 ab.            | Mauritius |
| Isole Cargados Carajos | 1,3 km²    | 65 ab.             | Mauritius |
| Mauritius              | 1865 km²   | 1.192.300 ab.      | Mauritius |
| La Riunione            | 2512 km²   | 839.500 ab.        | Francia   |
| Rodrigues              | 110 km²    | 38.000 ab.         | Mauritius |
| Tromelin               | 0,8 km²    | 4 ab.              | Francia   |

## Storia
Il primo europeo a scoprire le Mascarene fu Diego Fernandes Pereira nel 1507 e divennero possedimento prima olandese, e successivamente francese.
Nel 1810 furono conquistate dalla Gran Bretagna, che però successivamente restituì La Riunione e Tromelin alla Francia, mantenendo Mauritius e le altre isole. Con la creazione dello Stato indipendente di Mauritius, avvenuta il 12 marzo 1968, le Mascarene appartengono ad esso tranne l'isola di Riunione e l'isolotto di Tromelin, rimasti territorio francese; tuttavia Tromelin è rivendicato dallo Stato di Mauritius per le sue acque molto pescose e per la Zona economica esclusiva (ZEE), di 280.000 km quadrati.